# Chorazin

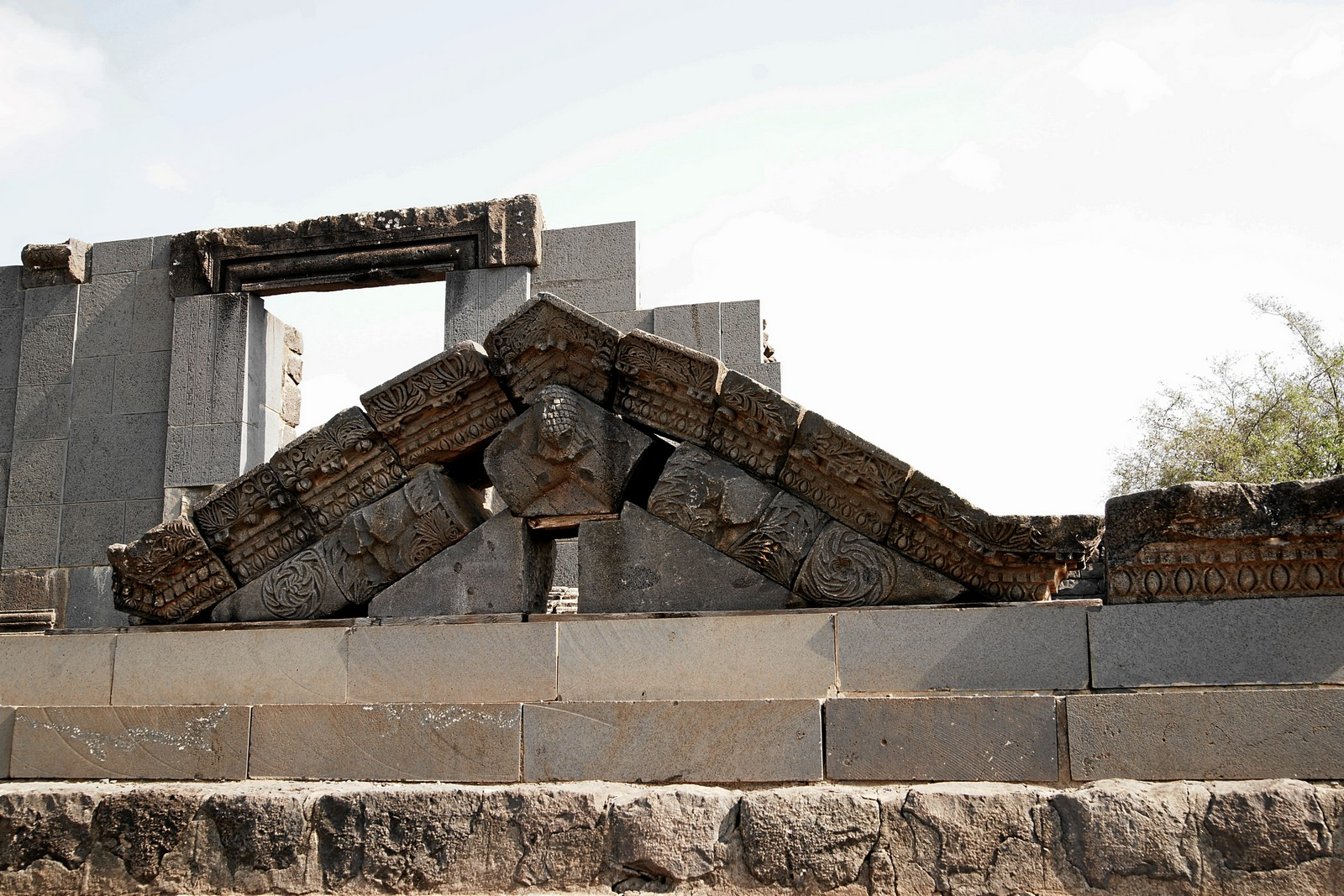
Dekor im Giebel der Synagoge

Chorazin (hebräisch כורזים Korazim; heute: Khirbet Karazeh) war ein Dorf in Nord-Galiläa in Israel, in dem Jesus von Nazareth gewirkt hat. Es lag drei Kilometer nordwestlich von Kapernaum auf einer Anhöhe am Ufer des Sees Genezareth. In rabbinischen Texten wird es als mittelgroßes Dorf mit rund 1000 Bewohnern aufgeführt (tMak 3,8). Es wurden Reste einer Synagoge aus dem 3. Jahrhundert gefunden.
Chorazin ist heutzutage ein israelischer Nationalpark.

## Geschichte

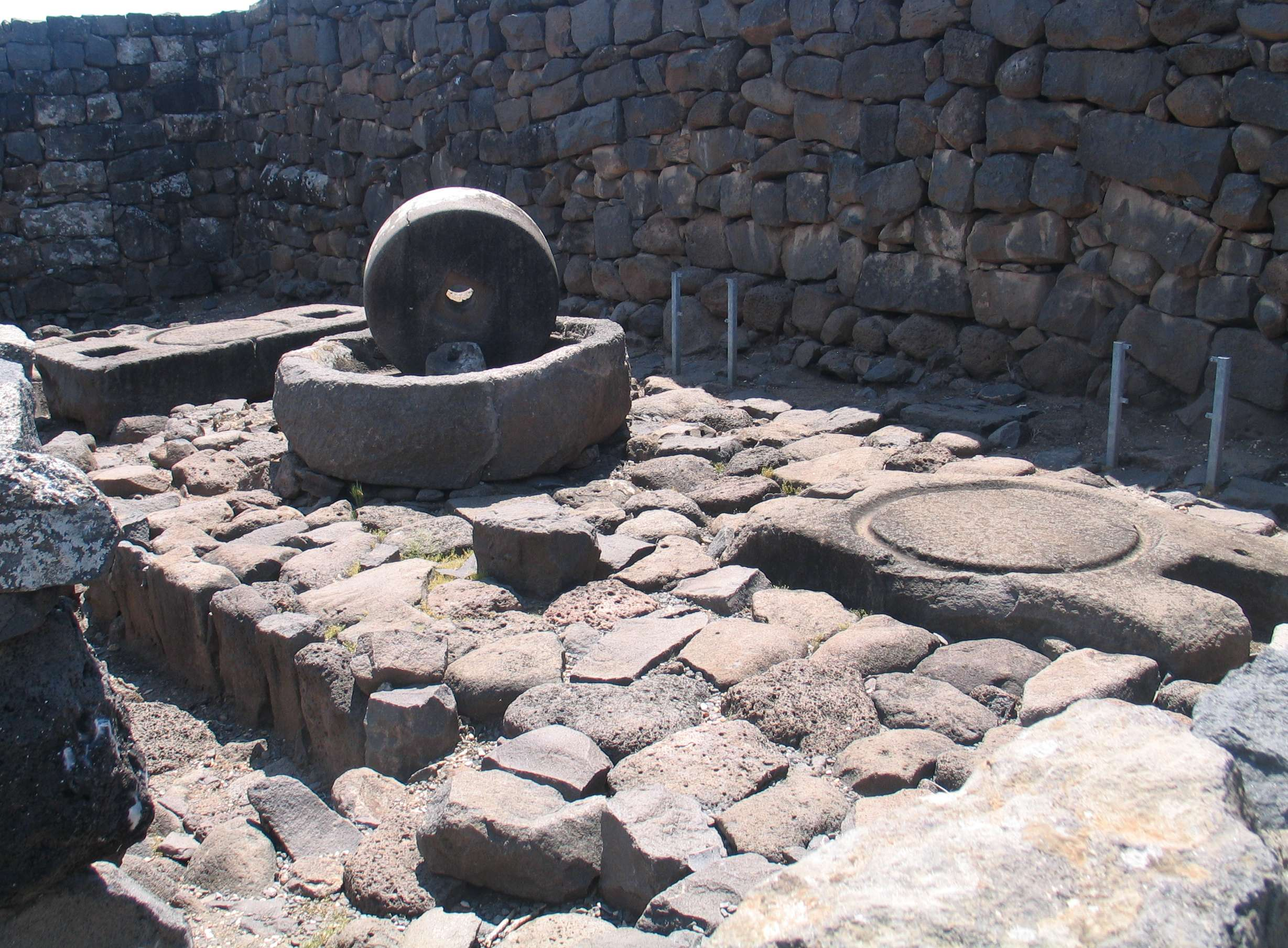
Ölmühle und -pressen für Olivenöl

Die früheste Besiedlung erfolgte im 1. oder 2. Jahrhundert am Nordhang. Die Archäologen haben bisher keine Siedlung finden können, die ins frühe 1. nachchristliche Jahrhundert zu datieren wäre. Im 3. und 4. Jahrhundert wuchs die Stadt südwärts. Die Hauptsiedlung von Chorazin und die meisten heute sichtbaren Siedlungsreste datieren aus diesen beiden Jahrhunderten. Sie bestehen aus schwarzem Basalt, einem lokalen vulkanischen Gestein. Die Überreste der Stadt sind über ein Gebiet von 100.000 m² verstreut, das in fünf separate Quartiere zerfällt, mit einer Synagoge in der Mitte. Die große und eindrückliche Synagoge aus schwarzem Basalt ist mit jüdischen Motiven verziert. Nördlich der Synagoge wurde eine Mikwe gefunden, ein Becken zur rituellen Reinigung. Südlich, östlich und westlich der Synagoge befinden sich öffentliche Bauten und Wohngebäuden. Mehrere Mühlsteine zum Mahlen der Oliven und Pressanlagen für das Olivenöl legen eine Verbindung mit dem Olivenanbau als ökonomischer Grundlage nahe, wie es auch für eine Reihe anderer Dörfer im antiken Galiläa der Fall war.
In den folgenden Jahrhunderten bis zum 8. Jahrhundert, d. h. bis in die frühe arabische Periode, wurden einige Gebäude erneuert. Nach einer Lücke von einigen Hundert Jahren erfolgte im 13. Jahrhundert eine erneute Besiedlung. Im 16. Jahrhundert lebten im Ort jüdische Fischer.

## Die Synagoge

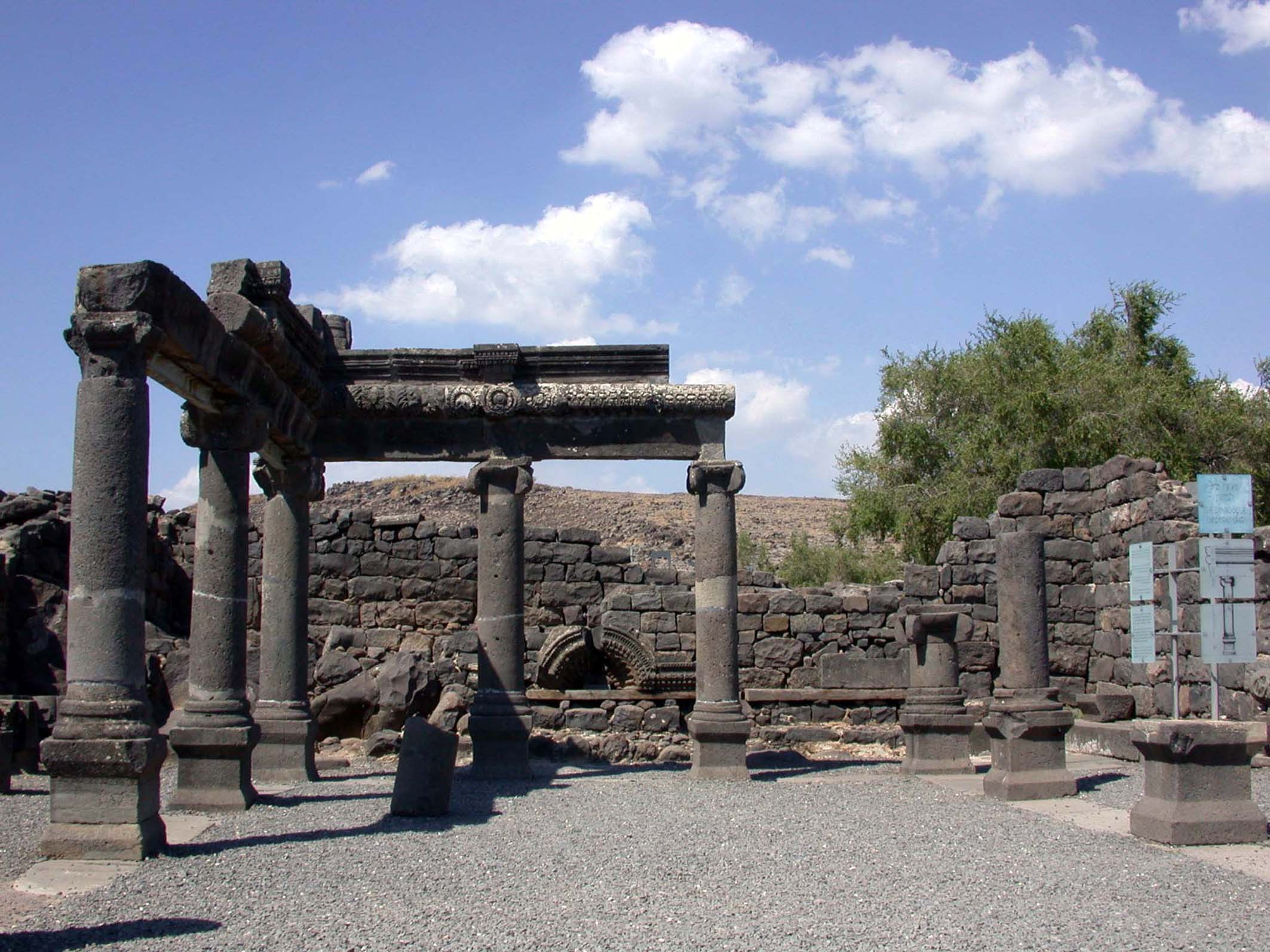
Die antike Synagoge

Die Synagoge wurde im späten 3. Jahrhundert erbaut, im 4. Jahrhundert zerstört (evtl. durch das Erdbeben im Jahre 363) und im 6. wieder errichtet.
Ungewöhnlich für eine antike Synagoge sind die beiden dreidimensionalen Löwen-Skulpturen, die ein Paar darstellen. Ein ähnliches Löwenpaar wurde in der Synagoge im Dorf Bar’am gefunden. Andere Steinmetzarbeiten, von denen man annimmt, dass sie ursprünglich farbig bemalt waren, zeigen Bilder vom Keltern, Tiere, eine Medusa, einen bewaffneten Soldaten und einen Adler. Die Technik weist deutlich auf einen hellenistischen Einfluss hin.
Ebenso wurde ein Sitz, in Basalt gehauen, gefunden, der für Würdenträger (Rabbiner) vorbehalten war. Er wird in alten Quellen als „Sitz Moses“ bezeichnet und enthält eine aramäische Inschrift.
1926 berichtete der Archäologe J. Ory, man habe eine zweite Synagoge etwa 200 Meter westlich der ersten gefunden. Er beschrieb sie sehr sorgfältig. Allerdings müsste ein solches Gebäude erst noch durch Ausgrabungen gefunden werden.

## Archäologie
Erste Ausgrabungen wurden unter der Leitung von Carl Watzinger und Heinrich Kohl in den frühen 1900er Jahren durchgeführt. Insbesondere untersuchten sie die Synagoge. In den 1920er Jahren wurden Ausgrabungen durch die Hebräische Universität Jerusalem zusammen mit Britische Mandatsbehörden fortgesetzt.
Ausgedehnte Ausgrabungen und eine Vermessung wurden in den Jahren 1962–1964 durchgeführt. Weitere Ausgrabungen wurden 1980–1987 vorgenommen.
Archäologen haben im Jahr 2019 in Chorazin eine 1500 Jahre alte Weinpresse und ein Mosaik freigelegt. Die Weinpresse ist vier Meter lang und vier Meter breit und stammt aus dem 4. bis 6. Jahrhundert nach Christus.

## Chorazin in der Bibel und im Talmud

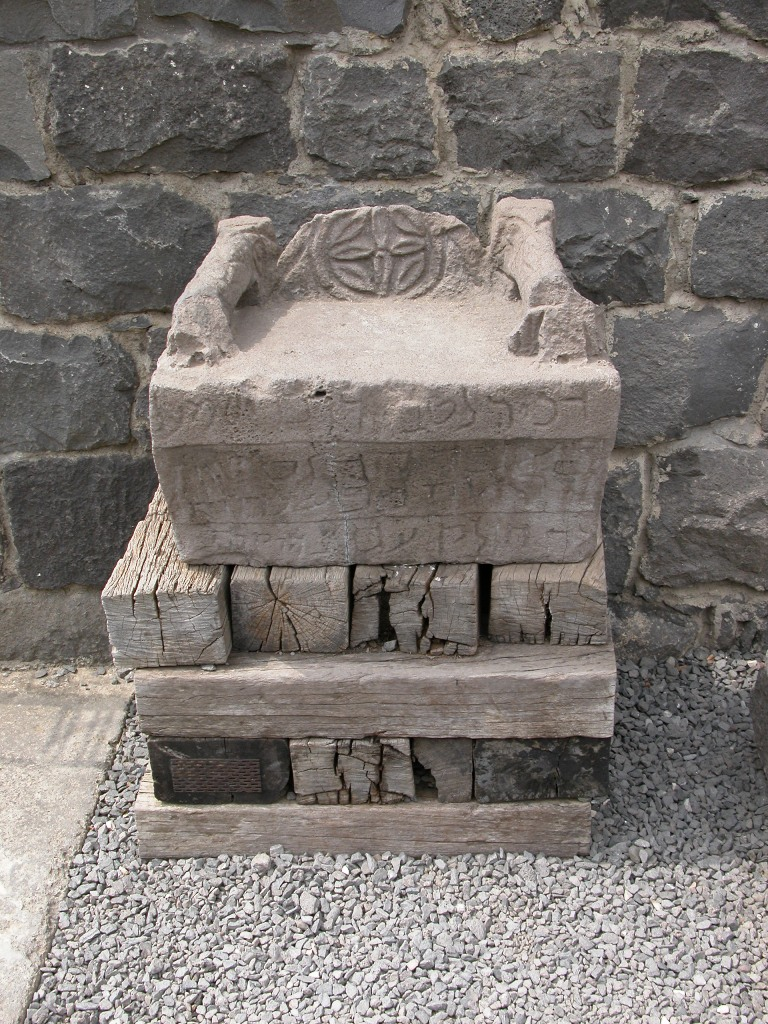
Der „Sitz des Mose“, antike Synagoge Chorazin

Chorazin (Χοραζίν) wird zusammen mit Bethsaida und Kapernaum im Neuen Testament, in den Evangelien von Matthäus Mt 11,20-24  und etwas kürzer von Lukas Lk 10,13-15  als „Städte“ (πόλεις) erwähnt, in denen Jesus große Taten vollbracht hat, deren Bevölkerung daraufhin gleichwohl nicht umkehrte (nach Matthäus):

„20 Da fing Jesus an, die Städte zu schelten, in denen die meisten seiner Taten geschehen waren; denn sie hatten nicht Buße getan: 21 Wehe dir, Chorazin! Weh dir, Betsaida! Wären solche Taten in Tyrus und Sidon geschehen, wie sie bei euch geschehen sind, sie hätten längst in Sack und Asche Buße getan. 22 Doch ich sage euch: Es wird Tyrus und Sidon erträglicher ergehen am Tage des Gerichts als euch.“

Aufgrund der Verurteilung durch Jesus glaubten einige frühmittelalterliche Autoren, der Antichrist würde in Chorazin geboren werden.
Der babylonische Talmud (Menahot, 85a) erwähnt, dass die Stadt Chorazin für ihr Korn bekannt war.

## Einzelnachweise

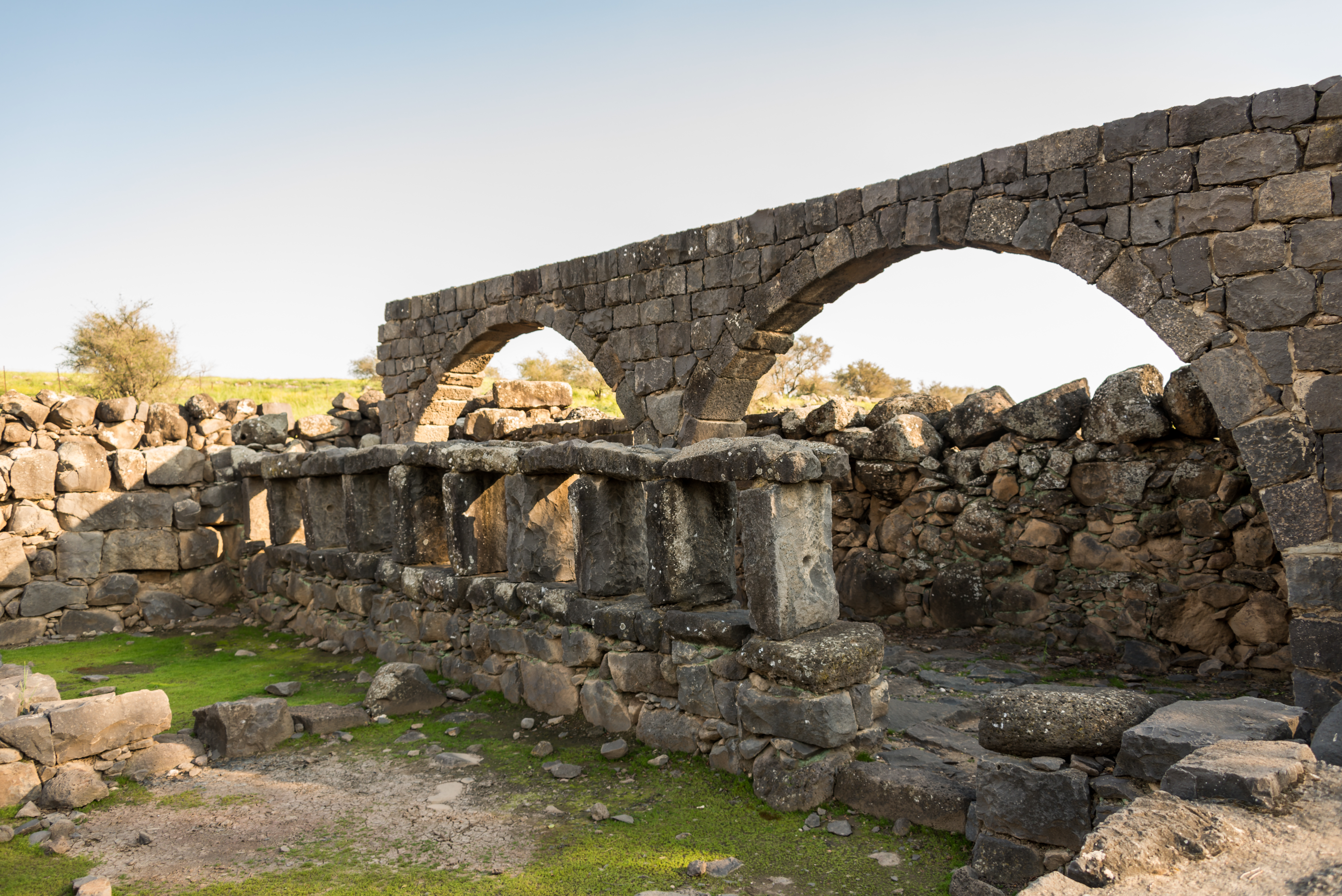
Korazim
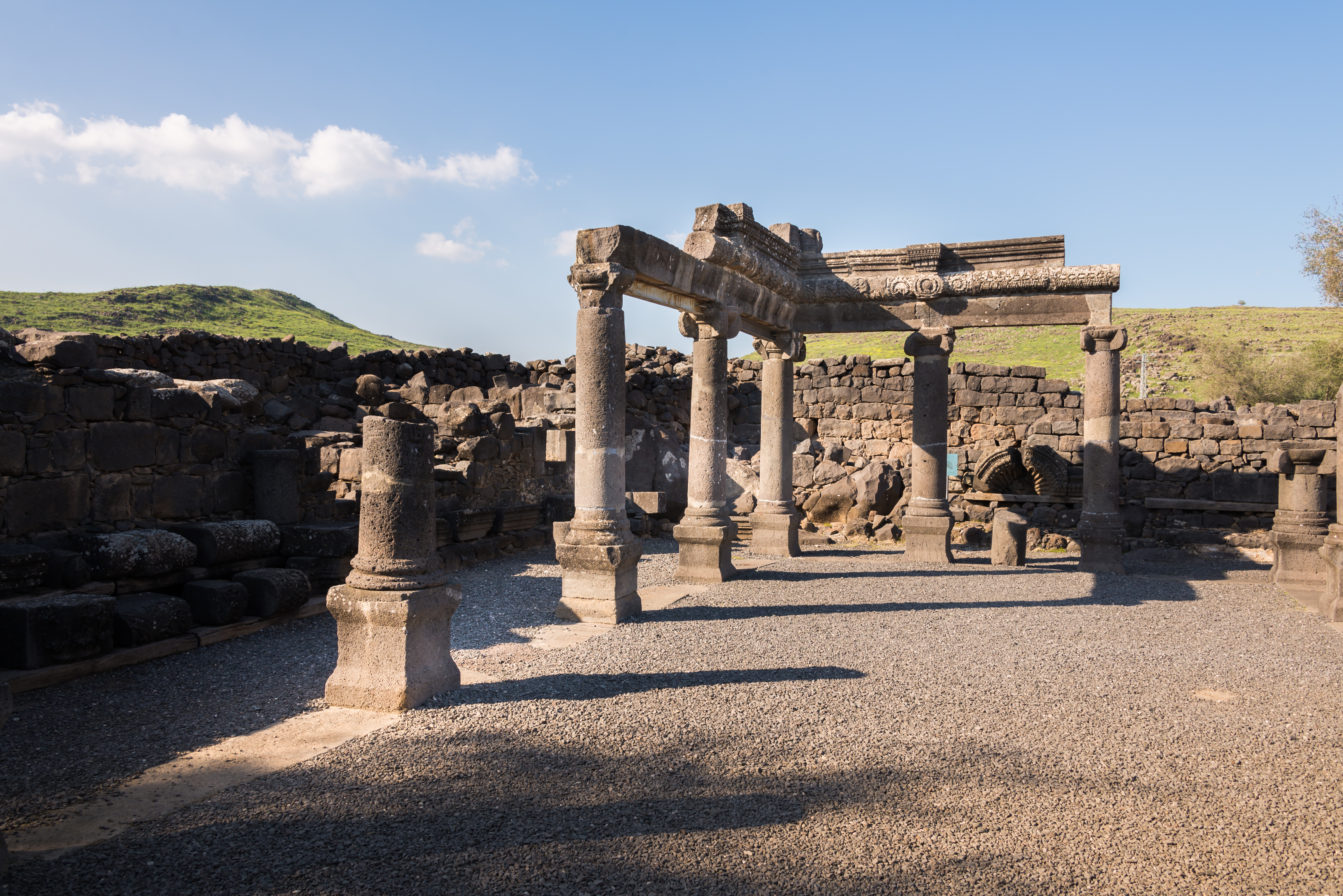
Korazim